# Jean le Febure

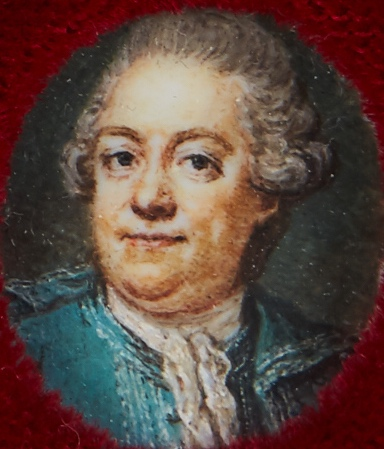
Jean le Febure iklädd Nationella dräkten, avporträtterad ca 1785.

Jean le Febure, född 11 december 1736 i Stockholm, död 7 maj 1805 i Stockholm, var svenskt bergsråd och bruksägare.

## Biografi
Jean le Febure var son till Jean Henri le Febure (1708-1767) och Charlotta Bedoire (1712-1773). Släkten härstammar på fars sida från Saumur i västra Frankrike och kom omkring 1645 till Stockholm på grund av religionsförföljelse. Jean le Febure var gift med grevinnan Margareta Charlotta Lillienberg (1753-1829). Paret fick en son som dog tidigt och två döttrar. 
Jean le Febure ärvde efter sin far flera hus i Stockholm, bland dem Schönfeldtska palatset vid Stora Nygatan, som han dock sålde 1778 till Vetenskapsakademien. I arvet ingick även Mörby säteri, Västanfors bruk, Robertsfors bruk och Gimo bruk. År 1772 förvärvade han Rånäs bruk och lät flytta en av Gimos båda vallonhammare till Rånäs som fick bruksprivilegier 1774. År 1780 fick han bergsråds titel. Genom hustrun Margareta Charlotta Lillienberg blev han även ägare till fideikommisset Liljenäs i Kristianstads- och Kronobergs län. Han fick 1803 Kunglig Majestäts tillstånd att kalla och skriva sig Le Febure-Lillienberg. Han fann sin sista vila på Fasterna kyrkas kyrkogård i Fasterna socken.
Efter sin död 1805 efterlämnande han åt sina två döttrar en kolossal förmögenhet. Den äldre dottern, Julia Charlotta le Febure-Lillienberg (1784-1846), fick Liljenäs, medan den yngre dottern, Maria Gustava le Febure-Lillienberg (1786-1813) ärvde Gimo, Rånäs och Mörby. Hon gifte sig med hovmarskalken Axel Didrik Reuterskiöld som kort före sin död lät bygga nuvarande Rånäs slott.

## Bilder

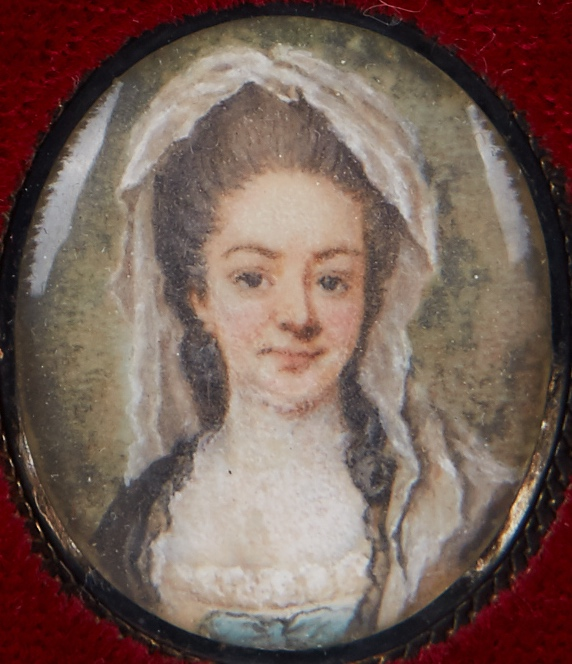
le Febures fru Margareta Charlotta Lefebure (1753-1829) född Lillienberg.
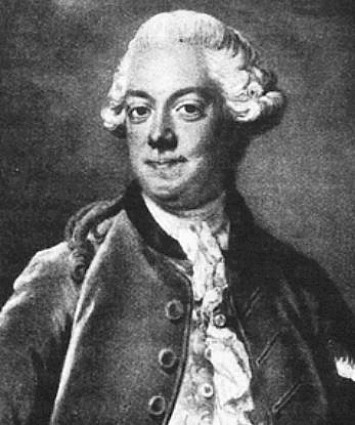
Jean le Febure.